# Жюлиен Бенков
Жюлиен Бенков е български футболист, който играе за Литекс като полузащитник. Роден е на 23 юни 1996 г. Висок e 180 см. Юноша е на Берое.

## Кариера

### Спартак Плевен
След 3-годишен престой в ДЮШ на Берое, Бенков се връща в родния Плевен през 2015 г. за да облече екипа на местния Спартак. Преминава в отбора на Етър през 2016 г.